# Carlos Pereira Freire de Moura
Dom Carlos Pereira Freire de Moura (Minas Novas, março de 1785 - Tiradentes, 4 de março de 1841) foi um clérigo secular, preconizado bispo de Mariana em 1840. Com forte atuação política, ocupou os cargos de vereador e presidente da câmara municipal, além de juiz de paz em Minas Novas, depois se elegendo deputado nas 1ª, 2ª e 3ª Legislaturas da Assembleia Provincial de Minas Gerais.

## Biografia
Dom Carlos Pereira Freire de Moura era filho do Dr. José Pereira Freire de Moura e sua esposa, Maria Pereira de Jesus. Nascido em Minas Novas, lá se ordenou padre em 6 de Agosto de 1809. Mediante sua interferência na Corte Real, é criada, por carta régia de 23 de março de 1813, a Freguesia de São Domingos do Araçuaí (atual Paróquia de São Domingos, Virgem da Lapa), da qual foi pároco fundador e 1º Vigário Colado. Quando vereador, ocupou a posição de Presidente da Câmara de Minas Novas e, nesse cargo, na data de 24 de agosto de 1833, presidiu a instalação da Vila de Rio Pardo, cujo território se desmembrava daquele município.
Se elegeu Deputado Provincial na 1ª Legislatura como o 13º candidato mais votado, totalizando 629 votos. Embora sua atuação partidária não permita uma classificação categórica, indícios sugerem que era partidário dos Regressistas, de Bernardo Pereira de Vasconcellos. Ao longo das três deputações que desempenhou, sua atuação foi em defesa dos interesses das partes mais distantes da província, assim como da sua região de origem, se posicionando em favor da construção da estrada de Queluz para Diamantina, assim como incentivando a exploração dos rios Pardo e Jequitinhonha, no Norte de Minas.
Após a morte de D. José da Santíssima Trindade, e diante da recusa do Pe. Diogo Antônio Feijó, em ocupar o Bispado de Mariana, foi indicado pela Regência, por decreto de 18 de Junho de 1840 e preconizado pelo Papa Gregório XVI em 17 de Dezembro de 1840. Entretanto, no caminho para o Rio de Janeiro, onde se sagraria bispo, adoeceu na Ponta do Morro, Vila de São José, onde assina seu testamento no dia 15 de Janeiro de 1841. Falecido, foi sepultado em uma das catacumbas da Igreja da Ordem Terceira do Carmo, da qual era membro, em São João Del Rei.